# Masatada Ishii
Masatada Ishii (jap. 石井 正忠, Ishii Masatada; * 1. Februar 1967 in der Präfektur Chiba) ist ein japanischer Fußballtrainer und ehemaliger Fußballspieler.

## Karriere

### Spieler
Ishii erlernte das Fußballspielen in der Schulmannschaft der Ichihara Midori High School und der Universitätsmannschaft der Juntendo-Universität. Seinen ersten Vertrag unterschrieb er 1989 bei NTT Kanto. Der Verein spielte in der zweithöchsten Liga des Landes, der Japan Soccer League Division 2. Für den Verein absolvierte er 43 Spiele. 1991 wechselte er zum Ligakonkurrenten Sumitomo Metal. Mit Gründung der Profiliga J.League 1992 und der damit verbundenen Neuorganisation des japanischen Fußballs wurde Sumitomo Metal zu den Kashima Antlers. Mit dem Verein aus Kashima wurde er 1996 japanischer Meister. 1997 gewann er mit dem Verein den J.League Cup und Kaiserpokal. Für den Verein absolvierte er 109 Spiele. 1998 wechselte er zum Ligakonkurrenten Avispa Fukuoka. Ende 1998 beendete er seine Karriere als Fußballspieler.

### Trainer
Ishii begann seine Trainerlaufbahn am 1. Februar 2002 als Fitnesstrainer beim japanischen Erstligisten Kashima Antlers in Kashima. Hier stand er bis zum 31. Januar 2012 unter Vertrag. Am 1. Februar 2012 wurde er bei den Antlers Co-Trainer. Am 21. Juli 2015 übernahm er das Amt des Trainers bei den Antlers. 2015 gewann der mit dem Verein den J. League Cup. 2016 feierte er die Meisterschaft und den Gewinn des Emperor’s Cup. Bei der FIFA-Klub-Weltmeisterschaft im eigenen Land verlor man das Endspiel gegen Real Madrid mit 4:2 n. V. Die Antlers trainierte er bis zum 31. Mai 2017. Von Juni 2017 bis Anfang November 2017 war er vertrags- und vereinslos. Am 6. November 2017 übernahm er beim japanischen Zweitligisten Ōmiya Ardija. Hier übernahm er das Amt von Akira Itō, der mit dem Verein am Ende der Saison 2017 aus der ersten Liga abstieg. Beo Ardija stand er bis Saisonende 2018 unter Vertrag. Ende Dezember 2019 zog es ihn nach Thailand. Hier unterschrieb er einen Trainervertrag beim Samut Prakan City FC. Der Verein aus Samut Prakan spielte in der ersten Liga. Bei dem Verein aus Samut Prakan stand er bis November 2021 unter Vertrag. Am 1. Dezember 2021 wechselte er als Cheftrainer zum Ligakonkurrenten Buriram United. Am Ende der Saison 2021/22 feierte er mit Buriram die thailändische Meisterschaft. Am 22. Mai 2022 stand er mit Buriram im Finale des FA Cup. Hier besiegte man im Endspiel die Mannschaft vom Erstligisten Nakhon Ratchasima FC in der Verlängerung mit 1:0. Am Ende der Saison wurde er zum Trainer der Saison 2021/22 gewählt. Ein Jahr später gewann er wieder die Meisterschaft, den Pokal und den Ligapokal. Anfang August 2023 verließ er Buriram. Am 13. August 2023 übernahm er das Amt des Technischer Direktors bei der thailändischen Nationalmannschaft. Nach der Entlassung Alexandré Pölkings im November 2023 wurde Ishii dann zum Cheftrainer der Auswahl ernannt. Im Oktober 2024 nahm er mit der Mannschaft am King’s Cup 2024 teil. Im Endspiel am 14. Oktober 2024 im Tinsulanon Stadium in Songkhla besiegte man das Team aus Syrien mit 2:1.

## Erfolge

### Spieler
Kashima Antlers
- Japanischer Meister: 1996
- Japanischer Vizemeister: 1993, 1997
- Japanischer Ligapokalsieger: 1997
- Japanischer Pokalsieger: 1997
- Japanischer Pokalfinalist: 1993

### Trainer
Kashima Antlers
- Japanischer Meister: 2016
- Japanischer Pokalsieger: 2016
- Japanischer Ligapokalsieger: 2015
- FIFA-Klub-Weltmeisterschaft: 2016  (2. Platz)

Buriram United
- Thailändischer Meister:  2021/22, 2022/23
- Thailändischer Pokalsieger: 2021/22, 2022/23
- Thailändischer Ligapokalsieger: 2021/22, 2022/23

Thailand
- King’s Cup: 2024

## Auszeichnungen
Thai League
- Trainer der Saison: 2021/22